# Katrin Wagner
Katrin Wagner   (Brandenburg an der Havel, 13 d'octubre de 1977) també coneguda com a Katrin Wagener-Augustin, és una piragüista alemanya, guanyadora de sis medalles olímpiques.

## Biografia
Va néixer el 13 d'octubre de 1977 a la ciutat de Brandenburg an der Havel, població situada a l'estat de Brandenburg, que en aquells moments formava part de l'Alemanya Occidental i que avui en dia forma part d'Alemanya.
Va participar, als 22 anys, en els Jocs Olímpics d'Estiu de 2000 realitzats a Sydney (Austràlia), on va participar en les proves d'esprint de K-2 en la distància de 500 metres femenins, on guanyà la medalla d'or al costat de Birgit Fischer, i en la prova de K-4 de 500 metres, on també guanyà la medalla d'or. En els Jocs Olímpics d'Estiu de 2004 realitzats a Atenes (Grècia) aconseguí guanyar la medalla d'or en la prova de K-4 i finalitzà quarta posició en la prova de K-1. En els Jocs Olímpics d'Estiu de 2008 realitzats a Pequín (Xina) aconseguí guanyar la medalla d'or en la prova de K-4 i la medalla de bronze en la prova de K-1.
En els Jocs Olímpics d'Estiu de 2012 celebrats a Londres (Regne Unit) va aconseguir guanyar la seva sisena medalla olímpica, la medalla de plata en la prova dels K-4 500 metres.
Al llarg de la seva carrera ha guanyat 26 medalles en el Campionat del Món de piragüisme, destacant 10 medalles d'or, catorze medalles de plata i dos medalles de bronze.